# Kayu Putih (Panji)
Kayu Putih is een bestuurslaag in het regentschap Situbondo van de provincie Oost-Java, Indonesië. Kayu Putih telt 2676 inwoners (volkstelling 2010).